# Dolní Lhota (kraj zliński)
Dolní Lhota – gmina w Czechach, w powiecie Zlin, w kraju zlińskim. Według danych z dnia 1 stycznia 2012 liczyła 602 mieszkańców.
Zobacz też:
- Dolní Lhota